# Conversion rate
Nel marketing su internet il tasso di conversione (conversion rate) è la percentuale di visitatori unici che hanno effettuato una specifica azione che l'inserzionista ha definito essere l'obiettivo della campagna.

## Definizione
Il tasso di conversione è definito come la percentuale delle persone che compiono una data azione rispetto al numero totale di visite sulla pagina.
L'azione desiderata può essere: iscriversi ad una newsletter, effettuare un acquisto, condurre una vendita, osservare una pagina chiave del sito, o altre azioni misurabili.
Questa azione rappresenta l’obiettivo di conversione ed è la ragione per la quale la pagina web è stata creata.
Il conversion rate è sostanzialmente, quindi, un numero che identifica la riuscita dell'obiettivo prefissato.
Il conversion rate può essere non solo monitorato ma anche aumentato attraverso delle tecniche di ottimizzazione del tasso di conversione e con l'aiuto di appositi imbuti di conversione ben strutturati.